# サイモン・イースタービー
サイモン・イースタービー（Simon Easterby、1975年7月21日 - ）は、アイルランド代表65キャップを持つ元ラグビーユニオン選手で、ラグビー指導者である。

## 経歴
イングランドのノース・ヨークシャー、ハロゲイト生まれ。イギリス人の父、アイルランド人の母を持ち、国籍はアイルランドである。兄ガイ・イースタービー（Guy Easterby）も、元アイルランド代表選手。ノース・ヨークシャーのアンプルフォース・カレッジ（Ampleforth College）卒業した。

### 選手として
1998年、イングランドのクラブチームであるリーズ・タイクスに入団。
翌1999年、ウェールズラグビー協会のラネリRFCに移籍。
2000年2月19日、アイルランド代表として6番フランカーで先発出場したシックス・ネーションズのスコットランド戦で、国際試合デビューを果たす。以後、ワールドカップ2003、ワールドカップ2007にも出場。
2003年には同じウェールズのクラブチームであるスカーレッツに移った。スカーレッツでは、5シーズンにわたりキャプテンを務めた。
2005年、ブリティッシュ・アンド・アイリッシュ・ライオンズのニュージーランド遠征に召集され、ニュージーランド代表戦2試合に出場した。
2008年3月16日、33歳の時にシックス・ネーションズのイングランド戦に控えで出場し、その2日後、アイルランド代表から引退することを発表した。代表としての8年間で、65キャップ40得点を得た。
2009年11月にトレーニング中に膝のケガを負い、長期欠場。2010年8月、35歳の時に選手引退を決めた。

### コーチとして
引退後、スカーレッツのディフェンスコーチに就任。2012年6月からヘッドコーチを務める。
2014年7月、アイルランド代表のフォワードコーチに就任し、その後。ディフェンスコーチを務めている。
2024年12月1日、アイルランド代表チームの 暫定ヘッドコーチに就任した。アイルランド代表のヘッドコーチであるアンディ・ファレルが、2025年にブリティッシュ・アンド・アイリッシュ・ライオンズのヘッドコーチとして、オーストラリア遠征を行うため。
2025年2月からのシックス・ネーションズでは、初めてヘッドコーチとしてアイルランド代表を指揮する。